# Spinefarm Records
Spinefarm Records is een platenlabel uit Helsinki, Finland. Ze hebben vooral heavymetalbands onder contract staan. In 1999 is er een bij-label gemaakt dat Spikefarm Records heet. Die is opgericht door Sami Tenetz van Thy Serpent. Sinds 2002 maakt Spinefarm deel van Universal Music Group, maar het werkt als een eigen bedrijf. 

## Bands per sublabel

### Spinefarm
- Amaranthe
- Amorphis
- Babylon Whores
- Children of Bodom
- Dark Tranquillity
- Ensiferum
- Funebre
- Impaled Nazarene
- The Kovenant
- Lullacry
- Nightwish
- Norther
- Satyricon
- Sentenced
- Sinergy
- Sonata Arctica
- Tarja Turunen
- Tarot

### Spikefarm
- Code
- Entwine
- Finntroll
- Moonsorrow
- Sólstafir

### Ranka Recordings
- Aavikko
- Turmion Kätilöt